# Muros (Pravia)
Muros (Somado en castellà i popularment Somáu o Somao) és una parròquia del conceyu asturià de Pravia. Té una població de 344 habitants (INE, 2006) i ocupa una extensió de 5,81 km². Es troba a 11 quilòmetres de la capital del conceyu. Per arribar a Muros, cal desviar-se un quilòmetre des de la N-642 per la carretera AS-223.
Cal destacar la gran quantitat d'edificis indians i l'existència de dues àrees recreatives: La Peñora i Montegaudo.

## Barris
- Somáu

## Paisatge
Pel que fa al paisatge, la seua privilegiada situació fa que puga ser albirat des de diferents llocs i des d'ell observar àmplies vistes de la rasa costanera i de la desembocadura del Nalón a la mar Cantàbrica.
Disposa d'una ruta de senderisme coneguda amb el nom de Ruta del Eucalitón.

## Art
L'arquitectura de Somáu canvia radicalment al voltant de 1900, quan l'aspecte rural es complementa amb palaus indians finançats amb les fortunes amassades a Cuba. La Torre, El Marciel i El Nocéu són exemples d'aquesta tipologia modernista colonial i conjuguen gran qualitat d'edificació amb la imaginació i el recursos estètics. Normalment aquestes quintes s'envolten de jardins on creixen espècies exòtiques i on la palmera és l'arbre emblemàtic.
A Somáu conviuen l'arquitectura rural amb aquestes construccions plenes de miradors i grans galeries envidrades. En ple cor de Somáu s'hi pot trobar La Casona. A la finca pot veure's el panteó familiar d'estil modernista. Al seu interior es poden observar vitralls procedents dels tallers de Mauméjean, que aparegueren en l'exposició d'arts decoratives de 1911.

## Altres llocs
- El Campu
- El Carbayéu
- El Marciel
- El Molín
- El Nocéu
- El Palomar
- El Parque
- El Pericón
- El Peñucu
- El Pisón
- El Pozón
- El Raposu
- Grandamena
- La Calle l'Aeta
- La Covarona
- La Marroquina
- La Nocediega
- La Peña
- La Rampla
- La Reigada
  - El Teicu
  - La Cueva
  - La Quintana
  - Los Caduxos
- La Serradera
- La Torre
- La Zafil
- Las Tablas
- Santolaya
  - Santolaya de Baxu
  - Santolaya de Riba
- Vidreiru